# Circourt
Circourt é uma comuna francesa na região administrativa do Grande Leste, no departamento de Vosges. Estende-se por uma área de 5.93 km². Em 2010 a comuna tinha 89 habitantes (densidade: 15 hab./km²).